# Cmentarz wojenny żołnierzy rosyjskich z I wojny światowej w Ełku
Cmentarz wojenny żołnierzy rosyjskich z I wojny światowej w Ełku – wojskowy cmentarz żołnierzy rosyjskich poległych w czasie I wojny światowej w Ełku. Obiekt figuruje w Rejestrze Zabytków – nr rej.: 972 z 5 października 1993.

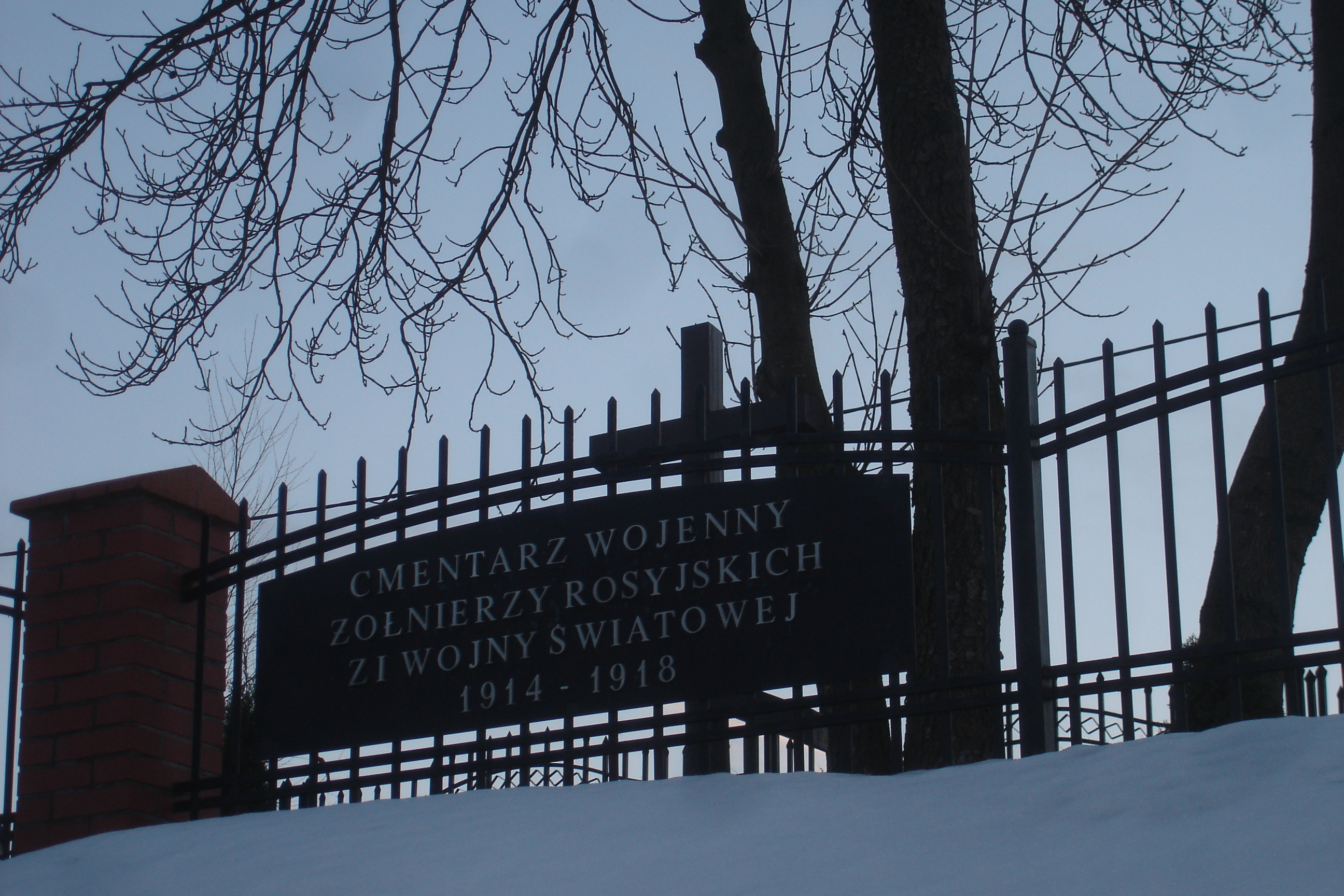
Tablica na ogrodzeniu

Cmentarz jest zlokalizowany przy ul. 11 Listopada. Całkowita powierzchnia wynosi 120 m.kw. założony w 1915 roku. Cmentarz usytuowany na skarpie ma kształt prostokąta, z krzyżem prawosławnym pośrodku. Na cmentarzu znajduje się jedna zbiorowa mogiła, okrawężnikowana kamieniami. Pogrzebano w tym miejscu od 82 bądź 88 niezidentyfikowanych żołnierzy armii rosyjskiej z I wojny światowej.
W październiku 2006 roku cmentarz przeszedł gruntową modernizację. Przy której wymieniono ogrodzenie, postawiono nowy drewniany krzyż na betonowym cokole, poprawiono schody wejściowe wraz z kamiennym obramowaniem mogił i posadzono nowe ozdobne krzewy.
14 stycznia 2011 roku doszło do profanacji miejsca spoczynku żołnierzy. Młody mężczyzna próbował siekierą wyciąć drewniany krzyż.